# American Gigolo
American gigolo är en amerikansk långfilm från 1980, skriven och regisserad av Paul Schrader.

## Handling
Julian Kaye (spelad av Richard Gere) är en prostituerad i Los Angeles som finansierar ett liv i lyx genom sitt yrke. Han lär genom yrket känna Michelle Stratton, en olycklig politikerfru. Julian skickas till en finansman som beordrar honom att utnyttja hans fru medan han tittar på; senare visar det sig att frun har blivit mördad. Julians förhållande till Michelle djupnar, samtidigt som mordmisstankarna mot honom hopas.

## Om filmen
Soundtracket till filmen gjordes av Giorgio Moroder. Blondie gjorde filmens inledningsmotiv "Call Me".

## Rollista (urval)
- Richard Gere - Julian Kaye
- Lauren Hutton - Michelle Stratton
- Héctor Elizondo - Sunday
- Nina van Pallandt - Anne